# Secciones electorales de la provincia de Buenos Aires

1.ª sección
2.ª sección
3.ª sección
4.ª sección
5.ª sección
6.ª sección
7.ª sección
8.ª sección/Capital

Las secciones electorales de la provincia de Buenos Aires (Argentina) son 8 divisiones territoriales creadas por el gobierno provincial para las elecciones de sus legisladores provinciales (92 diputados y 46 senadores). 
Cada una agrupa una determinada cantidad de partidos y aporta un número preestablecido de representantes legislativos según un sistema variante particular del sistema electoral “Hare”, que considera la cantidad de votantes que posea cada sección electoral y otros factores (Ley de la Provincia de Buenos Aires n.º 5109, artículo 109).
Esta división del electorado en secciones rige solo para la elección de los legisladores provinciales, ya que según la ley 25548,

Art. 11. Para las elecciones de concejales y consejeros escolares, cada uno de los partidos en que se divide la provincia, constituye un distrito electoral.

Art. 11. A los efectos del cómputo de los sufragios para la elección de gobernador y vicegobernador, la provincia se considerará como una sola sección electoral.

## Secciones Electorales

### 1ª Sección Electoral
- 15 diputados provinciales y
- 8 senadores provinciales.[1]

- 4.795.973 electores habilitados para votar (según el padrón electoral de 2021) en 13.466 mesas.

Comprende 24 partidos: Campana, Escobar, General Las Heras, General Rodríguez, General San Martín, Hurlingham, Ituzaingó, José C. Paz, Luján, Malvinas Argentinas, Marcos Paz, Mercedes, Merlo, Moreno, Morón, Navarro, Pilar, San Fernando, San Isidro, San Miguel, Suipacha, Tigre, Tres de Febrero y Vicente López.

### 2ª Sección Electoral
- 11 diputados provinciales y
- 5 senadores provinciales.[1]

Según el último padrón electoral (2021) está compuesta por 629.021 electores habilitados para votar en 1.856 mesas. 
Comprende 15 partidos: Arrecifes, Baradero, Capitán Sarmiento, Carmen de Areco, Colón, Exaltación de la Cruz, Pergamino, Ramallo, Rojas, Salto, San Andrés de Giles, San Antonio de Areco, San Nicolás, San Pedro y Zárate.

### 3ª Sección Electoral
- 18 diputados provinciales y
- 9 senadores provinciales.[1]

Según el último padrón electoral (2021) está compuesta por 4.845.998 electores habilitados para votar en 13.546 mesas. 
Comprende 19 partidos: Almirante Brown, Avellaneda, Berazategui, Berisso, Brandsen, Cañuelas, Ensenada, Esteban Echeverría, Ezeiza, Florencio Varela, La Matanza, Lanús, Lobos, Lomas de Zamora, Magdalena, Presidente Perón, Punta Indio, Quilmes y San Vicente.

### 4ª Sección Electoral
- 14 diputados provinciales y
- 7 senadores provinciales.[1]

Según el último padrón electoral (2021) está compuesta por 530.421 electores habilitados para votar en 1.617 mesas. 
Comprende 19 partidos: Alberti, Bragado, Carlos Casares, Carlos Tejedor, Chacabuco, Chivilcoy, Florentino Ameghino, General Arenales, General Pinto, General Viamonte, General Villegas, Hipólito Yrigoyen, Junín, Leandro N. Alem, Lincoln, Nueve de Julio, Pehuajó, Rivadavia y Trenque Lauquen.

### 5ª Sección Electoral
- 11 diputados provinciales y
- 5 senadores provinciales.[1]

Según el último padrón electoral (2021) está compuesta por 1.272.244 electores habilitados para votar en 3.711 mesas. 
Comprende 27 partidos, un total de 1.324.844 habitantes: Ayacucho, Balcarce, Castelli, Chascomús, Dolores, General Alvarado, General Belgrano, General Guido, General Lavalle, General Madariaga, General Paz, General Pueyrredón, La Costa, Las Flores, Lezama, Lobería, Maipú, Mar Chiquita, Monte, Necochea, Pila, Pinamar, Rauch, San Cayetano, Tandil, Tordillo y Villa Gesell.

### 6ª Sección Electoral
- 11 diputados provinciales y
- 6 senadores provinciales.[1]

Según el último padrón electoral (2021) está compuesta por 651.971 electores habilitados para votar en 1.938 mesas. 
Comprende 22 partidos: Adolfo Alsina, Adolfo Gonzales Chaves, Bahía Blanca, Benito Juárez, Coronel Dorrego, Coronel Pringles, Coronel Rosales, Coronel Suárez, Daireaux, Guaminí, General Lamadrid, Laprida, Monte Hermoso, Patagones, Pellegrini, Puan, Saavedra, Salliqueló, Tornquist , Tres Arroyos, Tres Lomas, y Villarino.

### 7ª Sección Electoral
- 6 diputados provinciales y
- 3 senadores provinciales.[1]

Según el último padrón electoral (2021) está compuesta por 277.250 electores habilitados para votar en 845 mesas. 
Comprende 8 partidos: 
Azul, 
Bolívar, 
General Alvear, 
Olavarría, 
Roque Pérez, 
Saladillo, 
Tapalqué y 
Veinticinco de Mayo.

### 8.ª.Sección Electoral Capital e Isla Martín García
- 6 diputados provinciales y
- 3 senadores provinciales.[1]

Según el último padrón electoral para las elecciones legislativas de 2021, se compone de 606.395 electores habilitados para votar en 1.715 mesas.
La Sección Electoral Capital, también denominada 8ª Sección Electoral, abarca solo el partido de La Plata.
Dado que la Isla Martín García forma parte de dicho partido, en cada elección sus habitantes deben desplazarse hasta el territorio continental para poder votar.